# Zaszków (województwo mazowieckie)
Zaszków – wieś sołecka w Polsce położona w województwie mazowieckim, w powiecie ostrowskim, w gminie Nur.
Wieś królewska położona  była w drugiej połowie XVI wieku w powiecie nurskim w ziemi nurskiej województwa mazowieckiego. W latach 1975–1998 miejscowość administracyjnie należała do województwa łomżyńskiego.
Wierni Kościoła rzymskokatolickiego należą do parafii św. Jana Apostoła w Nurze.

## Historia wsi
Początkowo wieś książęca lokowana na prawie chełmińskim, później nadana kościołowi. W starych dokumentach nazwę wsi zapisywano jako: Zaskow lub Saskow.
Wspomniana w bulli papieża Hadriana IV z 18 kwietnia 1155 roku. Książę Bolesław w roku 1161 nadaje miejscowość klasztorowi w Czerwińsku.
W roku 1254 wróciła do domeny książęcej. W 1500 książę Konrad zezwolił Mikołajowi Jeżowi z Zaszkowa na wybudowanie młyna z dwoma kołami: mącznyn i foluszowym. Wyposażył go również w 5 morgów ziemi.
Po 1526 wieś królewska. Należała między innymi do uposażenia królowej Bony. Znajdowała się w obrębie Starostwa nurskiego. Lustracja z 1564 r. wykazała: włók wszystkich 43 ¼ … na których siedzi kmieci 67, z czego można przypuszczać, że żyło tu około 300 osób. Poza tym zanotowano 14 rodzin zagrodników i 3 karczmy (w tym jedna opuszczona).

W czasie potopu szwedzkiego, przez około dwa tygodnie, przebywał tu ze swoimi wojskami, książę Bogusław Radziwiłł. 

Książę Bogusław Radziwiłł w Zaszkowie (1655)
Po 12 września 1655 r. książę Bogusław Radziwiłł wycofał się ze swojego Starostwa brańskiego i przez Ciechanowiec udał się do Zaszkowa. Stanął w Zaszkowie aby Moskwie ku Narwi mającej się, wstręt uczynić. Tu jednak doszło do rebelii w jego oddziałach. Podkomorzy drohicki Jerzy Monwid Irzykiewicz i porucznik Korotkiewicz przeciągnęli na swoją stronę kilka chorągwi konfederatów pod dowództwem Szymona Pawszy. Buntownicy przyłączyli się do sił koronnych. 
W dokumencie wysłanym 15 września do dyplomaty szwedzkiego Carla Schlippenbach’a, książę nazwał Karola Gustawa swoim królem. Jednak trzy dni później, w innym piśmie, skierowanym do Jana Kazimierza, tłumaczył się, że nie ma nic wspólnego z paktami zawartymi ze Szwedami przez jego brata, Janusza, i nadal pozostaje do dyspozycji króla polskiego. Bogusław przebywał w Zaszkowie do końca września. Na początku października przesunął wierne mu wojska do Jędrzejowa.

Jako królewszczyzna wielokrotnie dzierżawiony:
- w 1578 podatek płacił Jan Gutkowski. Grunty orne 32 łanów kmiecych, 6 zagrodników, 3 rzemieślników, 2 komorników, 2 rzeźników, 2 rybaków. Wieś zachowuje więc charakter targowiska[12]
- w 1595 przywilej na dzierżawę Zaszkowa otrzymali: Anna i Andrzej Chądzyńscy
- lustracja z 1661 wymienia jako dzierżawcę Kazimierza Chądzyńskiego, gospodarującego na ½ włóki (8 ha.). Można przypuszczać, że liczba osób mieszkających we wsi, spowodowana potopem szwedzkim, spadła do kilkudziesięciu osób[10]
- według spisu podskarbińskiego z roku 1771 dzierżawę Zaszków z przyległościami posiadała Anastazya Straszewska, łowczyna dobrzyńska, opłacając 505 złp. kwarty i 100 złp. hyberny[12]
- koniec XVIII w. – żona Aleksandra Ossolińskiego
- na początku XIX wieku dzierżawcą folwarku narodowego Zaszków był Leon Grąbczewski.[14]

Od roku 1795 wieś rządowa, początkowo zarządzana przez rząd pruski, od 1807 r. przez Księstwo Warszawskie, a od 1815 Komisję Skarbu Królestwa Polskiego. Jako dobra rządowe, wieś dzierżawiona pierwszej połowie wieku XIX m.in. przez Leona Grąbczewskiego. Po powstaniu listopadowym Zaszków włączony do dóbr rządowych Jasienica.
W roku 1827 wieś liczyła 28 domów i 180 mieszkańców.
Na podstawie ukazu carskiego w roku 1864 ziemia została rozdzielona między chłopów, ale folwark dalej należał do dóbr Jasienica.
Pod koniec XIX w. powiecie ostrowskim, w gminie Nur; we wsi 47 domów i 308 mieszkańców, gorzelnia i wiatrak.

Na początku sierpnia 1920 r. cofające się przed nawałą bolszewicką oddziały polskie, stoczyły zwycięski bój w okolicy wsi. 

Bój pod Zaszkowem (sierpień 1920)
Podniesiona na duchu [powodzeniem pod Twarogami] II brygada odchodzi na linię rzeki Nurca, zajmując grodzieńskim pułkiem prowizoryczne okopy na zachodnim brzegu rzeki, od Ciechanowca wyłącznie aż do ujścia do Bugu. W Ciechanowcu stała I brygada, zaś prawe skrzydło II brygady było przykryte tylko Bugiem, albowiem sąsiednie oddziały 4-ej armii już odeszły dalej i od rana 2 sierpnia widać było kolumny sowieckie poruszające się na zachodnim brzegu Bugu.
Nowogródzki pułk cały stanął w odwodzie w obszarze Kramkowa. Już od świtu 2 sierpnia przeważające siły sowieckie zaatakowały słaby (120 bagnetów) II batalion grodzieńskiego pułku w Zaszkowie. Cały dzień trwała walka, wioska kilkakrotnie przechodziła z rąk do rąk; wreszcie garstka tego batalionu, oskrzydlona z lewej strony oraz, zaszarżowana przez kozaków z tyłu musiała się cofnąć ku południowemu zachodowi. Wówczas przy wsparciu ogniem polowej i ciężkiej artylerii nowogródzki pułk przeszedł do kontrataku, o zmroku wyrzucając ostatecznie przeciwnika za Nurzec i pomagając grodzieńskiemu pułkowi opanować w końcu Zaszków.
W następnym dniu nowogródzki pułk zluzował strzelców grodzieńskich uporczywie broniąc Zaszkowa. Wytrzymuje przy tym kilkakrotne ataki nieprzyjaciela, gdzie wybitnym męstwem odznaczają się kaprale Edward Balcerzak i Józef Salomon z 1-ej kompanii karabinów maszynowych, wytrzymując ze swymi „maszynkami” pięciokrotne ataki nieprzyjaciela. Podczas tego boju kapral Salomon nie zmienił stanowiska ani razu, mimo że nieprzyjaciel zbliżał się na parę zaledwie kroków.
Powodzenie pod Twarogami, utrzymanie Zaszkowa, dodało znowu otuchy znękanym długim odwrotem szeregom, nieprzyjacielowi zaś zniweczyło zamiary szybkiego złamania Polaków nad Bugiem.

Przeprowadzony w 1921 r. spis powszechny wykazał 77 domów i 435 mieszkańców. W folwarku 6 domów i 160 mieszkańców (w tym 9 Żydów). W roku 1929 właścicielem folwarku o powierzchni 468 ha był Józef Gromada.

## Historia szkolnictwa
Jednoklasowa szkoła powszechna o jednym nauczycielu istniała w Zaszkowie przed II wojną światową. Szkoła 1. klasowa posiadała najczęściej 4 oddziały. Nauka trwała w zasadzie siedem lat, przy czym trzeci oddział trwał dwa, a IV trzy lata. W 1923 roku szkoła liczyła 55 uczniów, w 1924 – 60, w 1925 – 78, w 1926 – 58, w 1930 – 74, w 1932 – 65.
Nauczyciele: 1925 – Aniela Zaćmińska, 1929 – Władysław Rosa, 1930-1934 – Bronisław Rydzewski.

## Majątek w Zaszkowie
W 1893 r. folwark Zaszków o powierzchni 946 morgów zostaje oddzielony od dóbr Jasienica. Przed rokiem 1908 był własnością Adama hr Starzeńskiego z pobliskich Nowodworów. Do 1927 r. posiadłości Zaszków i Adamowo należały do Stanisława Kołaczkowskiego, absolwenta Akademii Rolniczej w Dublanach. Chory na gruźlicę Kołaczkowski często wyjeżdżał na leczenie do Włoch. Zafascynowany tamtejszą przyrodą, założył w Zaszkowie park, składający się z wielu drzew i krzewów przywiezionych z Italii. Ponieważ zagraniczne leczenie na niewiele się zdało, sprzedał swoje majętności i z żoną i dorosłą córką zamieszkał w willi w Milanówku.
Nowym nabywcą ziemi w Zaszkowie i Adamowie został Józef Gromada, który gospodarował wcześniej w niewielkim majątku Marynin, koło Krasnegostawu. Żona namówiła go aby opuścił to miejsce z powodu zbyt dużego zaangażowania w sprawy społeczne. Przypuszczała, że z powodu nawału pracy, zrezygnuje z publicznych zajęć. Przewidywania te jednak nie sprawdziły się. I tu udzielił się mu instynkt społecznikowski. Pracował w zarządzie pobliskiej mleczarni w Ciechanowcu. Został posłem na sejm w II RP.
Główny dochód majątku pochodził z gorzelni, w której wykorzystywano uprawiane na tutejszych polach ziemniaki. Uzyskaną w zakładzie pulpą karmiono krowy w folwarku. Właściciel zaplanował również produkcję soków pitnych. Wybuch II wojny pokrzyżował te plany.
Na przełomie września i października 1939 r. przyszedł do Zaszkowa milicjant żydowski z Ciechanowca i zlecił aby Pan Gromada udał się z nim na posterunek. Był to ostatni jego wymarsz z tej wsi. Wywieziony na Syberię, zamarzł podczas robót leśnych.
Niemcy upaństwowili folwark w Zaszkowie, natomiast nie wykonali tego w Adamowie. Dlatego też żona Pana Gromady i córka Krystyna przebywały tam w latach 1941–1944. Ponieważ ziemię w Adamowie rozparcelowano w 1944 r. obie panie, obawiając się aresztowania, skryły się w głębi Polski. Pani Gromadzina zamieszkała u swojej rodziny w Pogorzeli w województwie poznańskim.

## Współcześnie
- Część wioski, na południe od drogi Ciechanowiec – Nur należy do tzw. Obszaru Chronionego Krajobrazu Doliny Bugu i Nurca[20].
- Zaszków na stronie UG

## Organizacje pożytku publicznego
- Ochotnicza Straż Pożarna w Zaszkowie, Zaszków 48, 18-322 Nur

## Ludzie związani z Zaszkowem
- Józef Gromada